# Griesler Ache
Griesler Ache är ett vattendrag i Österrike. Det ligger i den centrala delen av landet, 230 km väster om huvudstaden Wien. Griesler Ache ligger vid sjön Mondsee.
I omgivningarna runt Griesler Ache växer i huvudsak blandskog. Runt Griesler Ache är det ganska tätbefolkat, med 129 invånare per kvadratkilometer.